# Elmyr de Hory

Elmyr de Hory a la manera de Picasso."La Dame en Bleu"

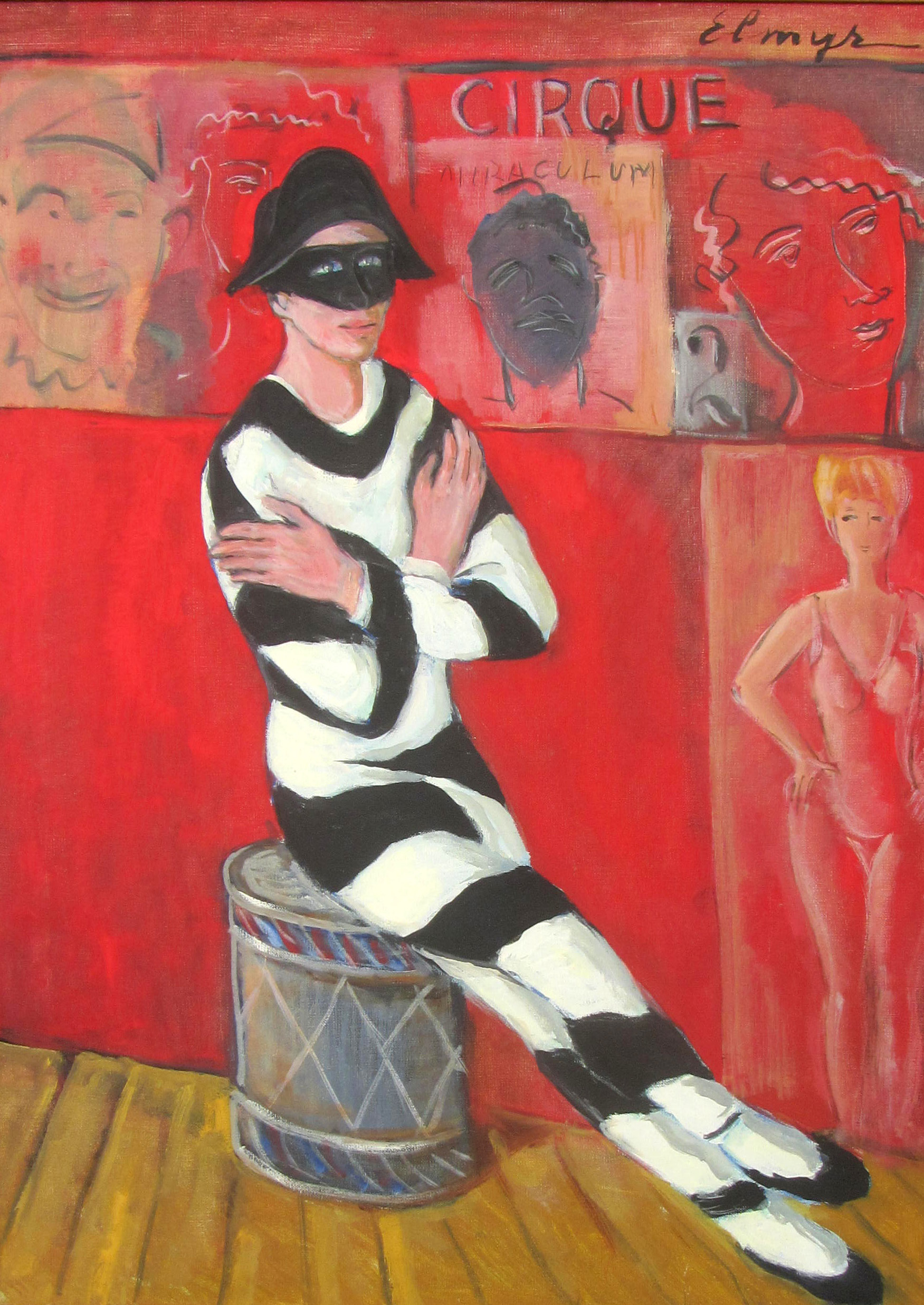
Elmyr de Hory, Arlequin Circus, Ibiza, 1971

Elmyr de Hory (nacido 'Hoffmann Elemér') (* Budapest, 1906 – Ibiza, 11 de diciembre de 1976) fue un famoso pintor y falsificador de arte húngaro que durante su vida vendió más de 1.000 falsificaciones de cuadros. Sus falsificaciones ganaron fama después de que Clifford Irving le dedicase un libro, y posteriormente apareciese en el documental Fraude (F for Fake) de Orson Welles.
Es posible que realmente él no fuera ningún falsificador, sino un magnífico imitador de estilos de otros pintores famosos. Elmyr pintaba los cuadros sin firmar y es posible que su marchante pusiera las firmas. Posiblemente, nunca se sabrá si él conocía o no el destino de sus cuadros firmados, aunque él siempre afirmó que era inocente.

## Biografía
Decía ser hijo de  aristócratas de origen judío, sin embargo se ha comprobado que fue bautizado como calvinista. Se fue a vivir a París decidido a ser artista, donde en esa época trabajaban Matisse, Derain y, a menudo, Picasso, y estudió en la Académie la Grande Chaumiere, de Fernand Leger. Al llegar la Segunda Guerra Mundial, fue conducido a Alemania. Allí, durante un interrogatorio, la Gestapo le rompió una pierna, tras lo cual fue conducido a un hospital. Un día dejaron la puerta abierta, y se marchó de allí de puntillas. 
Tras esto llegó a Budapest, donde se quedó hasta el final de la guerra, momento en el cual volvió a París. Allí vivió en la pobreza, hasta que una amiga suya se fijó en un dibujo de él, confundiéndolo con un Picasso, y lo compró. Elmyr no sintió ningún remordimiento, ya que en esos momentos era por simple supervivencia. Pronto recorrió Europa, vendiendo sus falsos Picassos, con lo cual obtuvo ganancias suficientes para vivir bien.
En 1958 viajó a México donde conoció al galerista austríaco Oscar Herner padre de la historiadora Irene Herner Reiss y propietario de una Galería de Arte Iturbide ubicada en la calle de Madero 22 del Distrito Federal, Herner se interesó en el trabajo de Elmyr de Hory a pesar de que sabía que eran falsificaciones y le propuso asociarse con él para abrir una segunda galería, propuesta que el falsificador húngaro declinó amablemente pero le dejó a Herner 5 piezas falsas de Matisse para que las vendiera y este a su vez le dio US$2000 como adelanto por su trabajo.
Una de las falsificaciones que Elmyr le dejó a Oscar Herner fue vendida a través de un agente en Ginebra y apareció publicada en la revista Art News, después de ser colocada en el mercado Herner se puso en contacto con de Hory para pedirle más falsificaciones para poder continuar con su lucrativo negocio, más piezas falsas fueron colocadas en el mercado a través de los contactos de Herner.
Herner le vendió una pieza a un coleccionista nortemericano llamado G. David Thompson, cuando Herner quiso cobrar el dinero restante que se le debía por el cuadro falsificado que vendió conscientemente, Thompson lo cito en la Unión Americana para darle el resto del dinero, cuando Herner acudió al encuentro con el comprador fue arrestado por policías norteamericanos por vender falsificaciones intencionalmente, Thompson le exigió a Herner que le regresara su dinero para poder retirar los cargos en su contra, el galerista austriaco regreso el anticipo que le había dado, el comprador retiró los cargos y Herner regreso a México huyendo, pero dejó un precedente de sus actividades criminales en la Unión Americana.  
Posteriormente, se trasladó a la isla de Ibiza, donde, durante dieciséis años, continuó realizando sus obras y donde entabló amistad con muchos ibicencos y residentes extranjeros. 
Se asoció con dos jóvenes estafadores, Legros y Lessard, quienes vendían sus oleos por todo el mundo. Hasta que el enfrentamiento público de sus socios levantó las sospechas del multimillonario Algur Hurtle Meadows, magnate del petróleo que les había comprado un gran número de obras. Tras pedir el asesoramiento de cinco expertos, se descubrió que 44 cuadros no eran originales. Pese al gran número de obras que falsificó, de Hory recibía unos cientos de dólares al mes. Lessard explicó posteriormente que «Teníamos que mantenerle pobre, para que siguiera a nuestras órdenes».
Descubiertas las falsificaciones, el Tribunal de Vagos y Maleantes le abrió una investigación, y fue condenado a dos meses de cárcel por homosexualidad, convivencia con delincuentes y «carecer de medios demostrables de subsistencia».
Se suicidó en la isla de Ibiza el 11 de diciembre de 1976, poco después de recibir la noticia de que iba a ser extraditado para ser juzgado por falsificación y después de despedirse de algunos de sus amigos más íntimos de la isla.